# Orobanche latisquama
Orobanche latisquama es una planta parásita de la familia Orobanchaceae.

## Descripción
Curioso y raro jopo que parasita romeros, jaras y otros arbustos. Sus tallos son rojizos, las hojas basales son oscuras y redondeadas y las brácteas son anchas y acuminadas, esto es, con su punta prolongada.
Las flores son purpuráceas con venas más oscuras y labios característicamente amoratados, el superior casi entero, el inferior dividido en 3 dientes romos.

## Hábitat
Matorrales y bosques de pinos. Planta parásita del romero común (Salvia rosmarinus) y el romero blanco (Salvia jordanii). 

## Distribución
Este y sur de la península ibérica y Baleares, muy localizada en Portugal. Noroeste de África.